# TD Ameritrade
TD Ameritrade est une entreprise américaine de courtage en bourse basée à Omaha dans le Nebraska.

## Histoire
En janvier 2006, Ameritrade acquiert la société de courtage TD Waterhouse USA, détenue par la Banque Toronto-Dominion. À la suite de cette acquisition, la Banque Toronto-Dominion détient une participation de 39 % dans le nouvel ensemble qui change son nom pour TD Ameritrade.
En octobre 2016, TD Ameritrade annonce l'acquisition de Scottrade, également une société de courtage en bourse, pour 4 milliards de dollars. Dans cette opération, il est convenu que la Banque Toronto-Dominion acquiert les activités bancaires de Scottrade pour 1,3 milliard de dollars, et que TD Ameritrade acquiert les activités non-bançaires pour 2,7 milliards de dollars. À la suite de cela, le directeur de TD Ameritrade, annonce que le nouvel ensemble créé qui comptera 600 agences et près de 10 000 employés, et qu'il réduira le nombre d'agences de 25 % et le nombre d'employés de 20 % .
En novembre 2019, Charles Schwab annonce l'acquisition de TD Ameritrade pour 26 milliards de dollars. À la suite de cette opération, Toronto-Dominion Bank devrait garder une participation de 13 % dans le nouvel ensemble. Avec cette acquisition, Charles Schwab devrait avoir une part de marché de 27 % sur le courtage, juste derrière Fidelity Investments.